# Топольница (Самборский район)
Топо́льница (укр. Топі́льниця) — село в Стрелковской сельской общине Самборского района Львовской области Украины.
Население по переписи 2001 года составляло 1650 человек. Занимает площадь 2,373 км². Почтовый индекс — 82086. Телефонный код — 3238.